# Raphaël Krikorian
Raphaël Krikorian (geb. vor 1996) ist ein französischer Mathematiker, der sich mit Dynamischen Systemen und Ergodentheorie befasst.
Krikorian wurde 1996 bei Michael Robert Herman an der École polytechnique promoviert (Réductibilité des systèmes produits croisés quasi-périodiques à valeurs dans des groupes compacts).
2001 bis 2013 war er Professor (Chargé de Cours) an der  École polytechnique. Er ist Professor am Laboratoire de Probabilités et Modèles Aléatoires (LPMA) des CNRS, der Sorbonne und der Universität Paris VII (Denis Diderot).
Krikorian war eingeladener Sprecher auf dem Internationalen Mathematikerkongress in Rio de Janeiro 2018. Von 2008 bis 2013 war er Junior-Mitglied des Institut Universitaire de France.
Krikorian befasst sich unter anderem mit KAM-Theorie, Ljapunow-Exponenten, Hamiltonscher Mechanik und quasiperiodischen Operatoren und Kozyklen. 2003 löste er mit Artur Avila ein Problem für den fastperiodischen Mathieu-Operator, das eines der Simon-Probleme war.
Er ist Herausgeber des Bulletin und der Mémoires der Societé Mathématique de France.

## Schriften
- Global density of reducible quasi-periodic cocycles on {\displaystyle T^{1}}×SU(2), Annals of Mathematics, Band 154, 2001, S. 269–326
- Reducibility, differentiable rigidity and Lyapunov exponents for quasi-periodic cocycles on T x SL(2,R), Arxiv
- mit Artur Avila: Reducibility or nonuniform hyperbolicity for quasiperiodic Schrödinger cocycles, Annals of Mathematics, Band 164, 2006, S. 911–940, Arxiv
- mit  D. Dolgopyat: On simultaneous linearization of diffeomorphisms of the sphere, Duke Math. Jour., Band 136, 2007, S. 475–505
- mit Bassam Fayad: Exponential growth of product of matrices in SL(2,R), Nonlinearity, Band 21, 2008, S. 319–323
- mit B. Fayad: Rigidity results for quasi-periodic SL(2,R) cocycles, J. Mod. Dyn., Band 3, 2009, S. 497–510
- mit B. Fayad: Herman's last geometric theorem, Annales de l'Ecole Normale Supérieure (4), Band 42, 2009, S. 193–219
- mit A. Avila, Fayad: A KAM scheme for SL(2,R) cocycles with Liouvillean frequencies, Geom. and Funct. Anal., Band  21, 2011, S. 1001–1019, Arxiv
- mit Eliasson, Fayad: KAM-tori near an analytic elliptic fixed point, Regular and Chaotic Dynamics, Band 18, 2013, S. 806–836, Arxiv
- mit Håkan Eliasson, B. Fayad: Around the stability of KAM tori, Duke Math. J., Band 164, 2015, S. 1733–1775, Arxiv
- mit A. Avila: Monotonic Cocycles, Inventiones Mathematicae, Band 202, 2015, S. 271–331,  Arxiv 2013